# Huset Liechtenstein
Huset Liechtenstein är en av Österrikes äldsta adelsätter, känd från 1167. Ätten var en av de mest betydelsefulla ätterna under medeltiden i Centraleuropa, och är regerande fursteätt för furstendömet Liechtenstein, men består även av hundratals icke regerande familjemedlemmar.
Vapen: enligt Johann Siebmacher var ättens stamvapen delat i rött och guld, detta vapen utgör hjärtskölden i det nuvarande utbyggda vapnet.

## Historia
Ätten har sitt ursprung från orten Petronell-Carnuntum i det österrikiska förbundslandet Niederösterreich.
Släktens namn, Liechtenstein betyder på tyska "Skinande sten" och har sitt ursprung från den ljusa bergarten i murarna i borgen Liechtenstein (ty. Burg Liechtenstein) som ligger nära Maria Enzersdorf söder om Wien, Österrike intill Wienerwald i förbundslandet Niederösterreich. Borgen uppfördes av stamfadern Hugo von Petronell under 1100-talet men övergick i andra ätters ägo under 1300-talet. Borgen förstördes av osmanska rikets soldater 1529 samt 1683 och kvarstod sedan som ruiner till 1884 då borgen genom köp återgick i furstefamiljens ägo, och återuppfördes i en renovering.
År 1591 delade släkten sig i två linjer. Karl, grundläggaren av den äldre linjen, erhöll furstendömena Troppau (1613) och Jägerndorf (1623) samt upphöjdes 1608 i riksfurstlig värdighet, med ättens stamgods, Burg Liechtenstein i Niederösterreich som stamsäte. Med hans sonson Johan Adam Andreas, som 1699 och 1712 av grevarna Hohenems köpte grevskapen Schellenberg och Vaduz, utgick den äldre linjen på manssidan 1712, och dess länder övergick till den yngre linjen, Gundakars (furstlig 1620). Kejsar Karl VI upphöjde 1719 Vaduz och Schellenberg till ett riksomedelbart furstendöme under namnet Liechtenstein, och furst Anton Florian erhöll 1713 och 1723 säte och stämma på tyska riksdagen för sig och sina efterkommande. Furstendömet tillhörde Tysk-romerska riket till dess upplösning 1806, därefter (till 1814) Rhenförbundet och 1815-1866 Tyska förbundet.
Namnet Liechtenstein från familjen med samma namn, blev det även senare namnet på furstendömet Liechtenstein, en självständig konstitutionell monarki i Alperna i Centraleuropa, belägen mellan Schweiz och Österrike. Liechtenstein är en av Europas mikrostater.
Fursten av Liechtenstein är ett av världens rikaste statsöverhuvuden genom ägandet av finansgruppen LGT och landet ligger på femtonde plats över högsta levnadsstandarden i världen.

## Viktiga personer
- Johann I. Josef (1760–1836), den sista riksfursten, första souverena fursten, sedan 1806
- Johann II. (1840–1929)
- Franz Josef II. (1906–1989)
- Hans Adam II av Liechtenstein, den nuvarande fursten som besteg tronen 1989 vid sin fars död.
- Arvprins Alois, född 11 juni 1968 ∞ Sophie Herzogin in Bayern
- Prins Maximilian, född 16 maj 1969 ∞ Angela Brown
- Prins Constantin (1972–2023), ∞ Marie Kálnoky von Kőröspatak
- Prinsessan Tatjana, född 10 april 1973 ∞ Philipp von Lattorff
- Lista över Liechtensteins furstar

## Bildgalleri

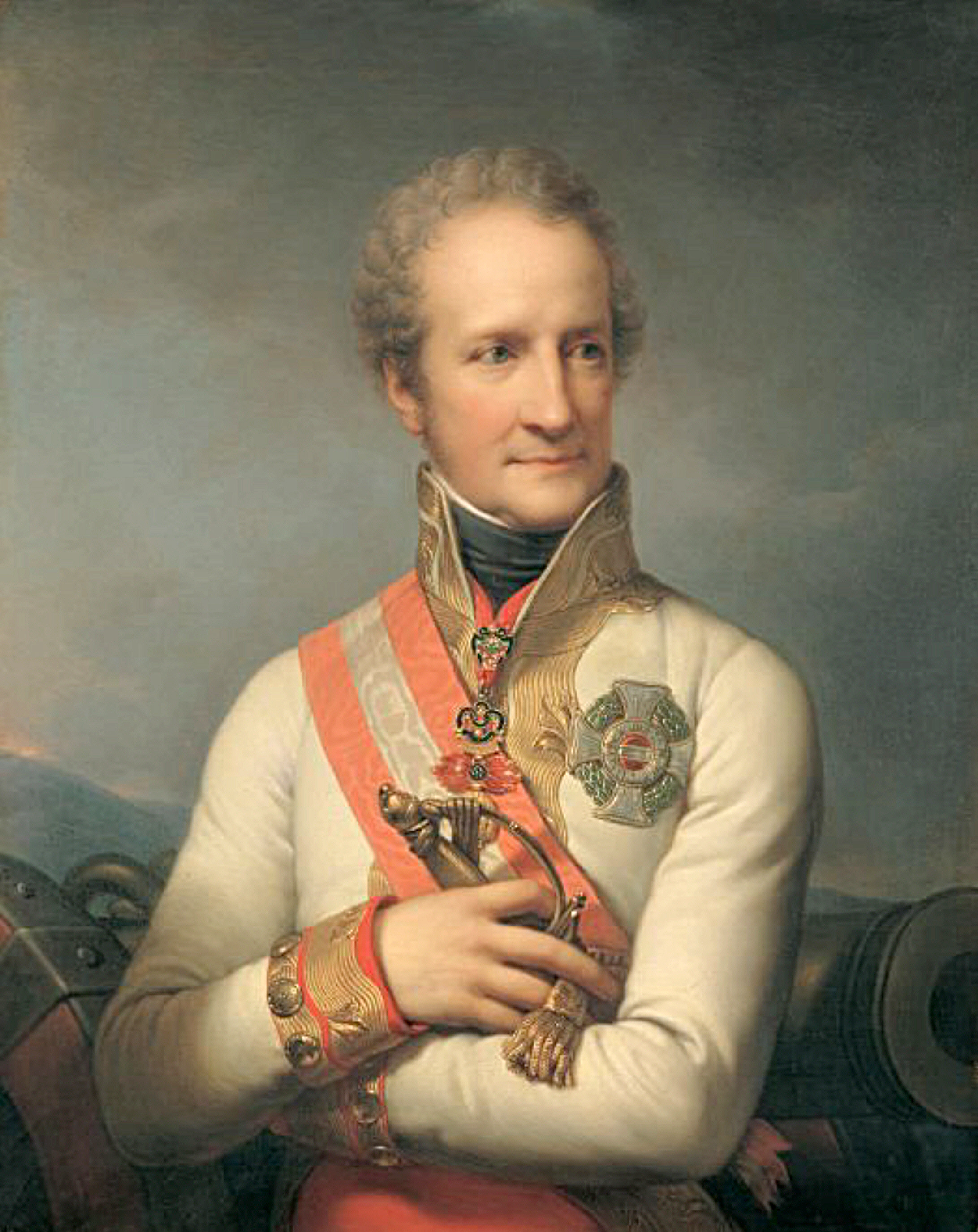
Johann I. Josef (1760–1836), den sista riksfursten, första souverena fursten, sedan 1806
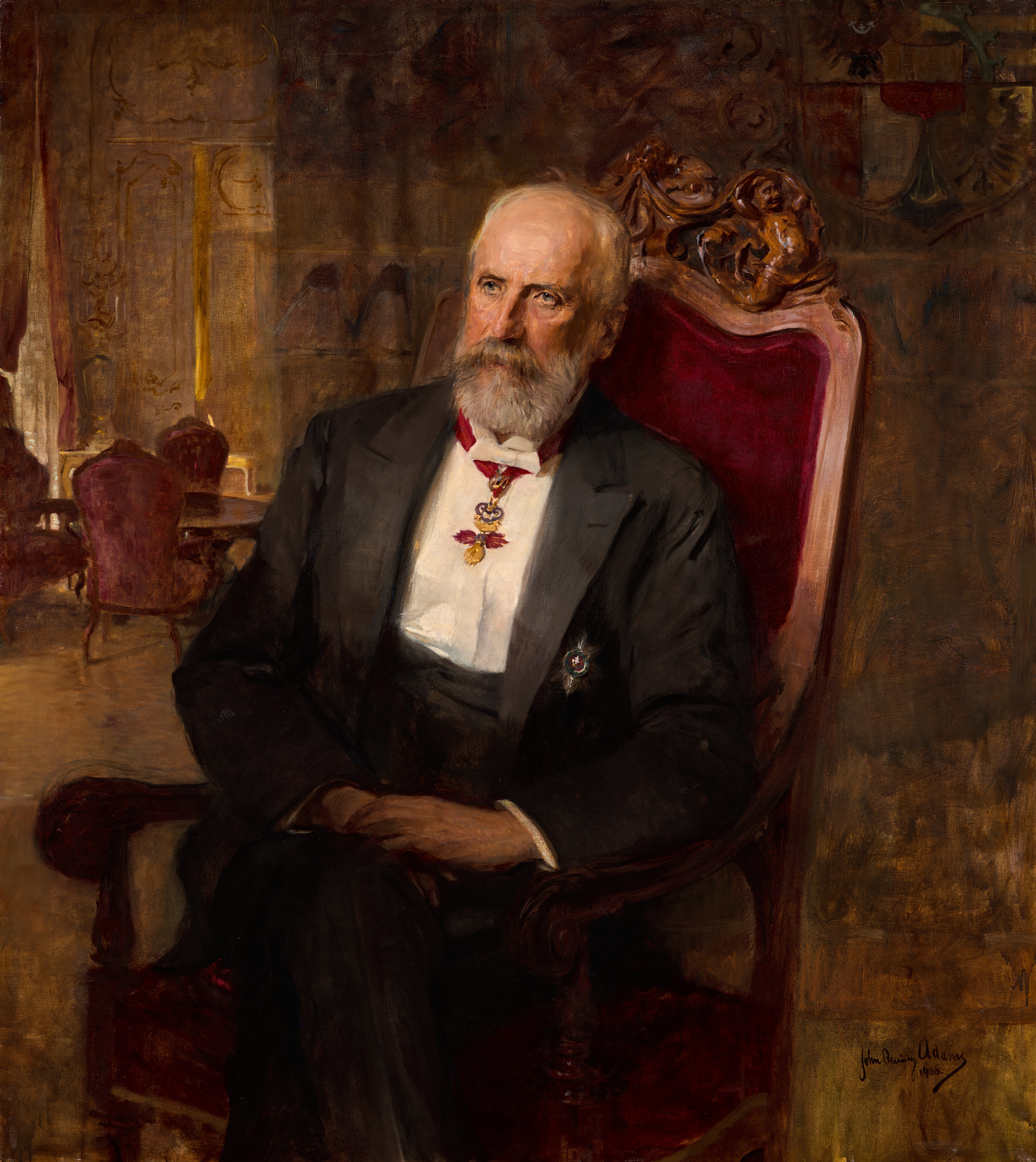
Johann II. (1840–1929)
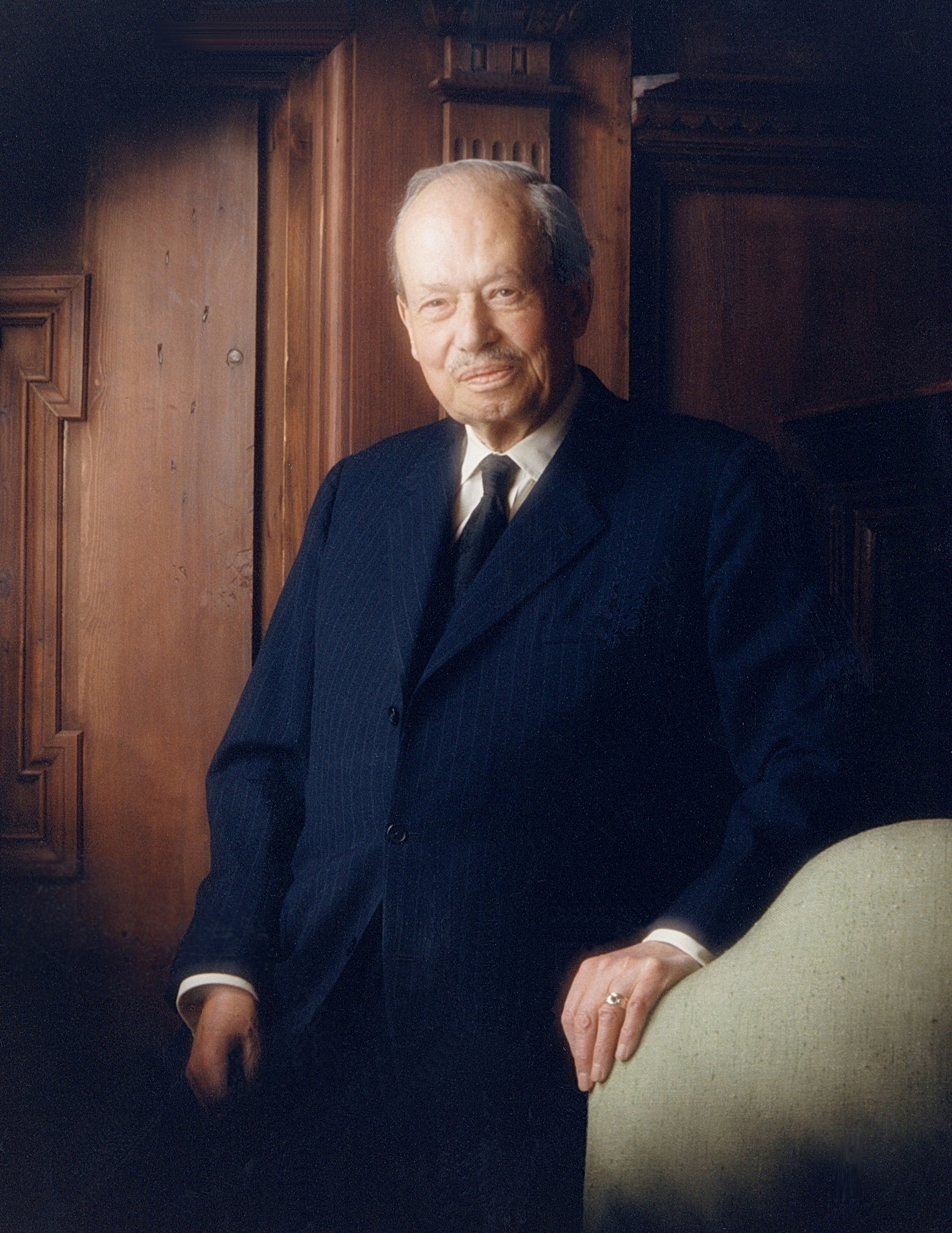
Franz Josef II. (1906–1989)
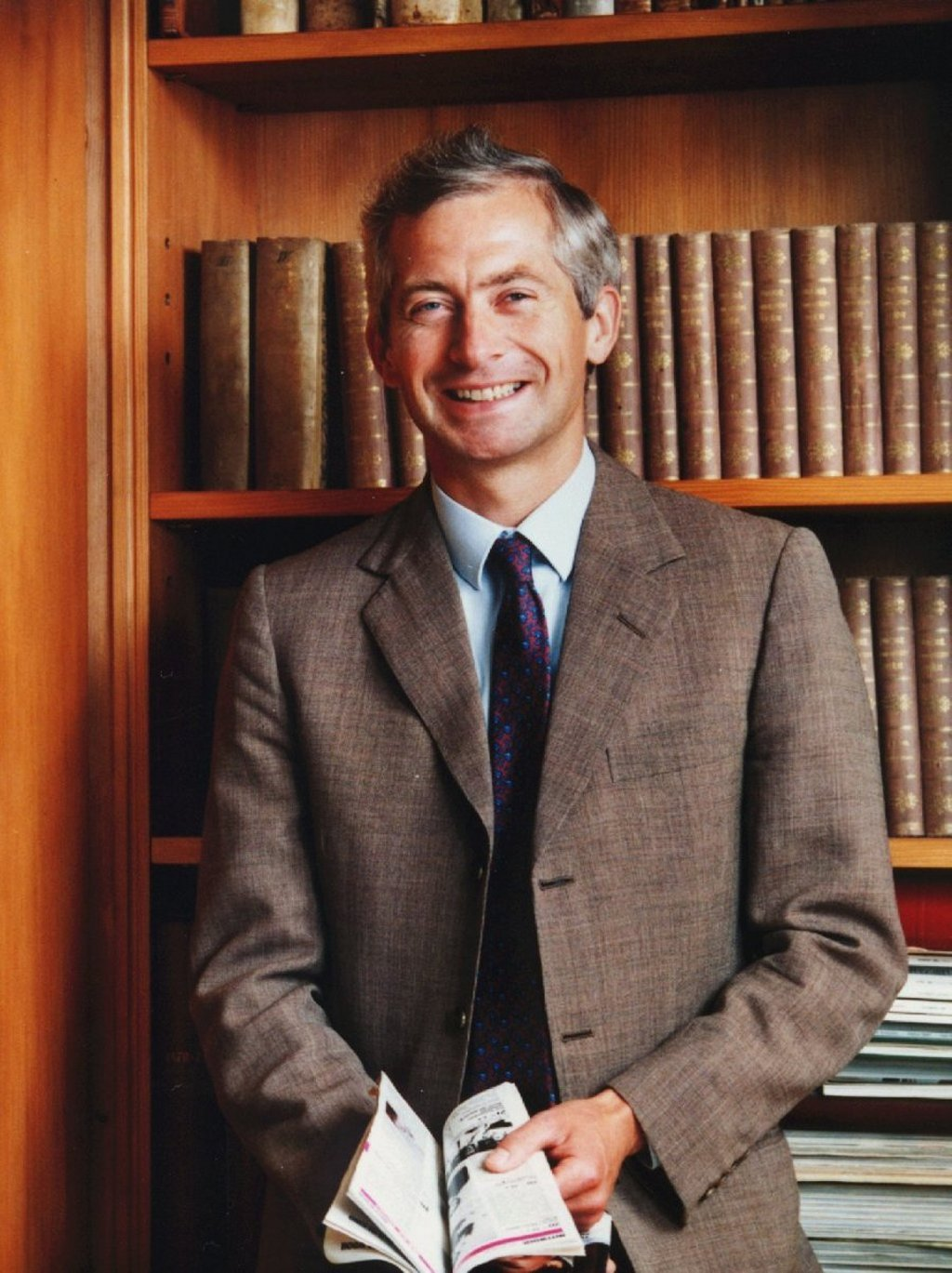
Hans-Adam II, nuvarande furste von und zu Liechtenstein